# أناهيد فياض
أناهيد فياض (6 يوليو 1983 -)، ممثلة فلسطينية من مواليد دمشق، تحمل الجنسية الأردنية، وعاشت حياتها ما بين سوريا والأردن، لتستقر في الأخيرة، وتحسب على الفن السوري، والدها هو علي فياض كاتب وسياسي فلسطيني، متزوجة من مثنى غرايبة (وزير الاقتصاد الرقمي والريادة في الحكومة الأردنية السابقة) منذ سنة 2007 ولديهما طفل واحد يدعى (كرم).
اشتهرت بدورها في مسلسل «باب الحارة» وأداء صوت شخصية «لميس» في المسلسل التركي «سنوات الضياع».

## عن حياتها
خريجة المعهد العالي للفنون المسرحية في دمشق عام 2004، وكان أول أعمال أناهيد فياض في التليفزيون هو مسلسل (الهروب إلى القمة) في عام 2004، وبعدها شاركت في العديد من المسلسلات السورية منها: التغريبة الفلسطينية، الحور العين، أشواك ناعمة، عصي الدمع، أنا وأربع بنات وغيرها، ولفت حضورها الأنظار بأدائها، ومن ثم في المسلسل السوري الأشهر باب الحارة حيث جسدت دور (دلال) البنت الوسطى لعائلة أبو عصام.

## أعمالها

### من المسلسلات[4]
- الهروب إلى القمة.
- أشواك ناعمة.
- مشاريع صغيرة.
- بيت جدي.
- عصي الدمع.
- التغريبة الفلسطينية.
- أنا وأربع بنات.
- مدينة المعلومات.
- أهل الغرام.
- الحور العين.
- ملامح بشر مسلسل بحريني.
- باب الحارة لغاية الجزء السابع
- صراع على الرمال.
- عندما تتمرد الأخلاق.
- كثير من الحب كثير من العنف
- 42 يوم

### في الدوبلاج
- مسلسل ((سنوات الضياع)) في دور لميس قامت أداء صوت الممثلة التركية tuba buyukustun.
- مسلسل ((إكليل الورد)) في دور جميلة قامت بأداء صوت الممثلة التركية tuba buyukustun.
- مسلسل ((عاصي)) في دور عاصي قامت بأداء صوت الممثلة التركية tuba buyukustun.
- مسلسل ((بائعة الورد)) في دور لميس قامت بأداء صوت الممثلة التركية tuba buyukustun.